# Hans Huber

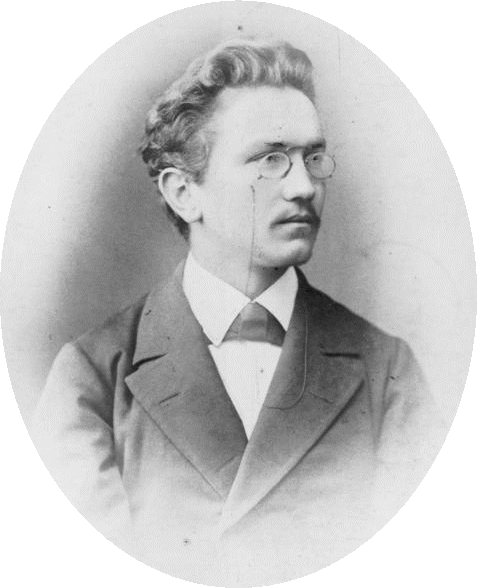
Hans Huber.

Hans Huber, född den 28 juni 1852, död den 25 december 1921 i Locarno, var en schweizisk tonsättare.
Huber, utbildad vid Leipzigs konservatorium, var från 1896 direktör för musikskolan i Basel. Hans frodiga och mångsidiga alstring var påverkad av såväl Schumann och Brahms som Wagner och Liszt, men visar självständiga drag särskilt i en friskt pulserande rytmik. Han blev filosofie hedersdoktor i Basel 1892.
Huber skrev Tell-symfoni, Böcklin-symfoni och Heroisk symfoni samt ytterligare fyra symfonier, operorna Weltfrühling (1894), Kudrun (1896), Simplicius (1912) och Frutta di mare (1914) samt oratoriet Weissagung und erfüllung (1913), kantater, konserter, kammarmusik, körer, visor och pianostycken, bland dessa senare fyrhändiga preludier och fugor efter mönstret av Bachs "Wohltemperiertes Klavier", med mera.